# Kaczkariwka (rejon berysławski)
Kaczkariwka (ukr. Качкарівка) – wieś na Ukrainie, w obwodzie chersońskim, w rejonie berysławskim.
W 2001 liczyła 2004 mieszkańców, spośród których 1904 posługiwało się językiem ukraińskim, 89 rosyjskim, 4 mołdawskim, 4 białoruskim, 1 ormiańskim, a 2 innym.
W 2024 roku wieś została doszczętnie zniszczona przez wojska rosyjskie.